# 阿尔普哈拉德拉谢拉
阿尔普哈拉德拉谢拉，是西班牙安达卢西亚自治区格拉纳达省的一个市镇。总面积69平方公里，总人口1153人（2001年），人口密度17人/平方公里。